# ぼくはガリレオ
『ぼくはガリレオ』は、樫本学ヴ作の漫画。コミックスは全10巻。

## 概要
『月刊コロコロコミック』に2007年1月号から2010年9月号まで連載された。予告で作者は前作の『コロッケ!』を超える感動ストーリーと語っていた。

## あらすじ
主人公のガリレオが神を目指すため、ガウディ神様学校の入学試験に挑む。

## 行われた行事
入学試験1回戦
参加者全員がリンゴを1個所持した状態からスタート、2個に増やせばクリア。2個にする方法は相手のリンゴを奪ったり、魔法などを使うなどしてもいい。リンゴを食べてしまうとカウントされなくなり、制限時間が過ぎると失格になる。
入学試験2回戦
ベルトコンベアに乗った2杯のジュースの所まで走ってどちらか1杯を選択し、甘いジュースを当てる。実はどちらも苦いジュースであったのだが、一部の参加者は甘いものを選ぶと合格になると思い込んで「甘い」とウソをついたことにより失格となった。正直に「苦い」と言えば入学試験は合格、入学できる。
クラス分け
色々なゲームで所属するクラスを決められ、スポットライトが当てられた5人によってゲームを行う。成績などに応じて1 - 4組に分かれ、クラスによって待遇が異なり1組が一番好待遇で、4組まで行くほど扱いが悪くなる。5組は存在せず、最下位の者は失格にされる。
Gの授業を受けることが出来る者と出来ない者を振り分けるテスト（4組限定）
21人の生徒がボールを持ち、誰か1人にボールを当てれば合格。当てられた者は不合格になる。床へ落ちたボールは自然消滅する仕組みになっている。授業終了時刻までにゲームが終わらない場合はもう一度最初からやり直しになる。
実はこのゲーム自体が生徒の潜在能力をレベルアップさせるため、シューベルトが編み出したGの授業そのものであった。
クラス対抗能力テスト
1 - 4組の各クラス代表者5人・総勢20人で戦う。大会で優勝したクラスのみが、神による悪魔軍征圧の遠征へ同行する事が許される。
第1競技は各ステージの中央の上空に吊るされているリンゴを1対1で取り合い、相手より先にリンゴを食べた者が勝者となる。リンゴを取るのに邪魔をしたり、戦っても自由。Aステージは1組vs4組、Bステージは2組vs3組で対戦が行われた。
千年バトル
神と悪魔、どちらかが世界を支配するのかを決める大会。勝者には「O-リング」が託され、世界の支配者になれる。デーモンズゲートで行われる。

## 登場キャラクター
キャラクターの名前は歴史上の人物名から取られている。〔〕内は由来となった人物名。

### ガウディ神様学校の生徒たち

#### 4組
4つのクラスの中で一番待遇が悪く、落ちこぼればかりが連なり他のクラスからはダメクラスだと馬鹿にされている。しかし実際には個性的な生徒が多く揃っており、神からも面白いクラスだと期待されている。
ガリレオ〔ガリレオ・ガリレイ〕
本作の主人公。神になるという夢を実現するため、山頂にあるガウディ神様学校を目指そうと冒険に出かける少年。頭に角が生えており、角がなくなると死んでしまうという噂があるが、その真偽は不明な上に、本人すら知らない。極度の天然ではあるが純粋な心を持ち、正義感はかなり強い。身体能力の高さは凄まじく、第1話ではほぼ垂直となっている崖を駆け降りていた。裏拳を得意とし、必殺技は両手を使って裏拳と正拳の連続攻撃を与える「うらうら拳」。虫が好きで、たとえ誤ってでも虫を踏み潰そうとした人間には容赦しない。そしてとても寝相が悪く、イビキもかなりうるさいため、同じ部屋のツナヨシは半ば迷惑がっている。
両親を悪魔に殺された過去を持ち、その場へ駆けつけた際に悪魔から襲われかけたところを神に助けられたことで神を目指すようになる。
入学1次試験では、合格の鍵であるリンゴを食べてしまい非常に不利な状況での開始となるが、ツナヨシとの協力でなんとか合格する。
2次試験では学校側の不手際で失格にされるも、神の用意した敗者復活試験に唯一合格して神様学校へと舞い戻った。
1組のシゴキと思われる光景を目撃し、イッサにG技を食らわそうとするゴーギャンを止めようとGの能力に目覚めた（クラスで3番目）。
拳を巨大な鋼鉄の拳に変化させて攻撃する「Gーパン」というG技を使う。これの応用技として2つの拳を使う「W・Gーパン」も使える。また、ゴーギャンのGの力を受け継いだ際には背中に光の翼が生え、「神のGーパン（ゴッドのGーパン）」という合体技も繰り出した。その威力は狙った相手だけでなく、周囲の地面もクレーター状に吹き飛ばすほど凄まじい（しかしドラクロアはそれを受けても物ともしなかった）。
どういう訳か悪魔としての能力を同時に併せ持っており、その技は「Dーパン」。技自体はGーパンと殆ど同じだが、威力は遥かに上。更にD技とG技を同時に出した時にのみ発動可能な「GODパンチ」により、悪魔王・ドラクロアに勝利した。
最後に繰り出した必殺技「ゴッドG」は、手刀を払うことによって対象を一刀両断にできる。
時折、一度スイッチが入ると性格が変わる。髪の毛全体が逆立ち、悪魔のように好戦的な性分へ変貌する。この状態では悪魔の能力・D技を使え、全体的な能力はパワーアップするものの人としての心を失ってしまい、見境無く人を襲う野獣と化す。また、通常以上に体力を消耗するのか、元に戻った際には気を失ってしまうことも多い。その正体は「ツノの一族」の子孫で古代の昔、悪魔の女と人間の男が禁断の恋に落ちた結果生まれた半族であり、特殊な頭を持つツノの一族の片割れの1人。ドラクロアとの戦いを制したガリレオは新しい神の青年になった。
ツナヨシ〔徳川綱吉〕
サングラスを頭の上にかけている犬のような生き物。実家は相当な金持ちで、生徒手帳は父にオークションで買ってもらった。入学試験は金で解決しようとしていたが、ガリレオの心に触れて改心した。ずる賢い所こそあるが根はいい奴。力は弱く結構な鈍足らしい。神になるには「力以外に優秀な頭脳も必要」というのが持論だがこれといって優秀という訳ではない。4組の授業についていけず落ちこぼれとなっているが、徹夜で勉強に励むなど努力家な一面もある。また、彼のオナラの臭いは強烈。
実家は世界屈指の超大企業・イエヤスカンパニー。父・イエヤスから甘やかされていたがそのせいでワガママになってしまい、「会社を継がせるのは無理」とイエヤスに見放されていた。家での自分を中心に動いている環境は全て虚像で、自分は父の権力でワガママを振舞っているだけのダメな奴という現実に気づき、打ちひしがれていたがふとテレビで神の活躍を目の当たりにしたことで影響され、ダメな自分を変えるために神様学校へ入学した。
クラス分けでは唯一ゲームを行うことなく終了してしまい（マグリット曰く1人余った）、どのクラスに入るか選択できる権利を与えられたため迷うことなく1組を選ぼうとするも1組の面々の圧に怖気づき、自主的に4組を選んだ。
クラス対抗能力テストの代表に自分は絶対に選ばれないという安心感から、偶然クラスで5番目にGの能力へ目覚めた（シューベルト曰くGは身も心もリラックスをしている状態こそ、発動する可能性が高い）。
Gの能力はオナラのように、お尻からその場にいた全員が倒れてしまうほどの強烈な悪臭を放つ「女神の吐息（にぎりっぺバージョンもある）」。また、応用技としてオナラの噴射で攻撃を仕掛ける「女神のくしゃみ」がある。
車の運転をすることも出来、「峠のクロヒョウ」と呼ばれていたらしいが、真偽は不明。1組の半数と入れ替わってガリレオたちと同行した悪魔軍討伐遠征でもバスを運転していた。
第1回人気投票では連載第1話から登場していたにも拘わらず、第11位という結果に終わった（ちなみに第10位はリンゴ）。
アシモフ〔アイザック・アシモフ〕
北のプーシキン王国から来た剛腕の持ち主。初対面でガリレオから、危うくてんとう虫を踏みかけたことで吹っ飛ばされるもてんとう虫を踏もうとしたことを謝罪し、すぐに和解。身体も心も大きく、分析力が高い。スキンヘッドでサングラス、ヘッドホンを装着している。
クラス分けの「大岩宝探し」で偶然にも因縁の相手だったパブロフと当たり、その際にガイアモンド鉱山の事故で両親を失った過去が明らかにされる。慎ましく正直に生きる者たちが幸せになれない悲しい世界を変えることをその時に誓った。パブロフに対し「お前など殴る価値もない!」「もし故郷の兄弟に手を出したら絶対に許さない」と言い放ち、1組のカードを譲って自ら4組を選んだ（譲った直後、セルバンテスに3組のカードを取られてしまった）。沢山の弟や妹がいて、家族全員が彼と同じくサングラスをしている。
最初のGのテストでは壁の反射を利用してアガサにヒットさせ、5人目の合格者となった。
理論的な考えを挟みながらGの自主トレに励んだ結果、クラスで4番目にGの能力へ目覚めた。全身を頑丈な岩へ変化させる「巌窟王」という攻撃・防御共に優れたG技を使う。
クラス代表能力テスト・4組代表に選ばれた1人。
1回戦の3番目で同じく頭脳派のキュリーと対戦するも、一枚上手だった彼女に敗北。
作者曰く当初のキャラ設定はオカマキャラだった。
オキタ〔沖田総司〕
左の目に傷があり、頭に手拭を巻いている。常にチュッパチャプスを咥えていて、腕を組むのが癖。入学第1試験は一瞬でクリア。気性が荒く力持ちだがガリレオ同様頭は弱いものの（ガリレオよりは常識人）、真っ直ぐな性格で道理に合わない事が大嫌い。当初はガリレオをバカにしていたが、ある一件を境に友情が生まれる。小さい頃に悪魔から攫われた妹・ヒミコを取り返そうと神様学校へ入学した。そのためか女子に優しい一面も見受けられる。
クラス分けの競技は「瓦割り」。だがガリレオとの戦いで右手にダメージが残っていたことで全力を出せず、下の瓦を2枚割るのが精一杯だったため4組となった。
最初のGのテストでは何をやるにも空回り。最終的にユングから一撃で当てられてしまい、失格。
クラス対抗能力テストでは他の生徒と共に応援へ回っていた。
悪魔・ダヴィンチによって（妹に変身していた事で）騙され、学校の門を開けて侵入させるきっかけを作ってしまった。これに激怒してGの能力へ目覚める（クラスで6番目）。しかしあっけなく弾き返されて敗北。
Gの能力は拳に炎の力を宿らせて発動するパンチ技「炎ボンバイエ（バーニングボンバイエ）」。千年バトルでアンデルセンと対戦中に彼女の正体が洗脳された妹のヒミコである事を知って戦意を喪失し、完全に主導権を握られる。だが必死で彼女を自分の妹だと信じ続けた末に洗脳が解かれ、ヒミコとの再会を果たした。
ベル〔アレクサンダー・グラハム・ベル〕
羽をつけたニット帽で右の目を隠している。不良っぽいが、本当は優しく真っ直ぐでとても熱い性格。裏をかくセコい戦法を嫌い、神様になるならたとえ負けてもいいから正々堂々と戦うべきと考えている。
シャガールとはピサロという同じ国の出身で、幼馴染の間柄だった。国自体は貧しかったものの彼自身は領主の家に生まれていたため、何不自由無く暮らしていたがある日貧しい者の現実を知り、不平等な世の中を変えようと神になる決意を固めた。
一族に刃向かう事が多かったため、一族からは面汚しと馬鹿にされていた。自身の一族が起こした乱開発によってシャガールの家と家族を奪ったことに、強い負い目と罪の意識を抱いている。
最初のGのテストではグリムに狙いを定め、一瞬でクリア。1人目の合格者となった。
シューベルトに対する怒りからクラスで最初にGの能力へ目覚めた。Gの能力は、殺傷能力が高い翼であらゆる物を切り裂きながら飛び回る「光る翼（シャイニングウイング）」。
クラス対抗能力テスト・4組代表に選ばれた1人。
1回戦の始めでゴーギャンと対戦するも、行動を全て読まれてしまい敗北。
作者曰く当初は「4組に在籍している生徒の1人」ぐらいにしか考えていなかったらしい。
シャガール〔マルク・シャガール〕
黄緑の帽子・チョッキ、白い手袋をはめている。大人しい性格で戦いは苦手だが、本当は芯の通った心の強さを備えているとても心の優しい少女。ゲーテと仲が良い様子。
ベルとはピサロという同じ国の出身で、幼馴染の間柄だった。国自体が非常に貧しかったため病気の母を抱えながら、貧相な暮らしを送っていた。
しかしベルの一族による乱開発によって立退きを強制され、ベルの兄・バスキアが無茶苦茶な建物の取り壊しを行ったことで逃げ遅れた母が建物の下敷きにされてしまい、家と家族を同時に失った。
最初のGのテストでは注意散漫になっていたレンブラントの隙を見て簡単にヒットさせ、7人目の合格者となった。
シューベルトから刺激を受け、襲いかかる者に対する恐怖心によりGの能力へ目覚めた（クラスだと2番目）。Gの能力は敵の攻撃を防御するための壁を出す防御技「ピサロの壁」。また、派生技としてドミノ状に並べた壁を連鎖的に倒す「ピサロの壁の崩壊」もある。
クラス対抗能力テスト・4組代表に選ばれた1人。
1回戦の2番手でワシントンと対戦し、機転を利かせて勝利を収めた。
登場初期は地味な存在だったが、作者曰く元々活躍させる予定だった（担当からは最初男の子と勘違いされた）。
ゲーテ〔ヨハン・ヴォルフガング・フォン・ゲーテ〕
生真面目な性格で争いを好まない、美しい心を持っている少女。力でねじ伏せることが神になる近道なのかを悩み、主に強さを求められている神様学校のやり方に対して疑問を感じている節がある。
最初はクールな性格だったがガリレオたちと関わっていく中で段々と笑うようになり、感情も豊かになった。金髪のショートヘアーに碧眼で、右目を前髪で隠している。
クラス分けを遊びのような競技で決めていいのかと疑問を抱いていたが、「この程度の勝負で勝ち抜けなければ神になるのは不可能だと言うことだ」とアシモフに諭された。
クラス分けの「リンゴ大食い勝負」で何とか4組に食い込めたものの、体型が太っちょに変わってしまった（すぐ元に戻った）。
こちらも頭脳派の1人。最初のGのテストではミレーの隙を突き、簡単に合格した（2人目の合格者となった）。
イソップ〔イソップ〕
大きい眼鏡をかけ、顔が描かれている帽子を被った少年。魔法を得意とするが未熟な面も多い。第1試験はリンゴを魔法で2個に増やし、戦わずしてクリアした。物を宙に浮かべる魔法は大幅に体力を消耗するため、使用後はヘトヘトになる。
クラス分けでは魔法で「走り幅跳び」をしてわずか80cmしか跳べなかった。だが踏み切りミスがいたことで何とか4組になれた。
最初のGのテストでは魔法の力でサルトルの頭にボールを当て、4人目の合格者となった。
モリエール〔モリエール〕
青色の髪で左目を髪で隠しているインテリ系な青年。挑発的な性格で頭の悪いガリレオやオキタを馬鹿にしているが、神を目指す気持ちは他の同級生に負けておらず熱い心の持ち主。また共に戦った者を労うスポーツマンシップに則った礼儀を弁えているなど口は悪いが良い一面もある。
最初のGのテストではガリレオと最後の2人まで残って1対1の戦いとなるも、ガリレオに裏の裏をかかれて失格になった。
イモコ〔小野妹子〕
両サイドのシニヨン、円らな瞳、大きな顔と小太りな体型、身長の低さなどバランスの悪い体型を持った少女。普段はぶりっ子だがキレると途轍もない力を発揮する。かなりの不細工で鼻が強調されており、鼻息は荒い。赤いセーラー服を着ている。アガサとは相部屋で、よく行動を共にしている。
最初のGのテストではロッシーニとツナヨシを同時に倒し、9人目の合格者となった。
ムサシ〔宮本武蔵〕
体格のよい、リーゼントがトレードマークのチンピラ風な男。パワー抜群で良いフットワークの持ち主だが、うっかり屋で不注意が多い。顎がややしゃくれていて下睫毛が特徴的。
最初のGのテストではボールを真っ先に失い、焦りが原因でポーにボールを当てられ失格になった。
能力テストで頑張ってくれた5人に対してつい（負けてしまった事で）暴言を吐き、オキタに殴り飛ばされた。
サルトル〔ジャン＝ポール・サルトル〕
小太りなおかっぱ。髪から全身にかけ緑色の衣装、ピンクのはらまきを巻いている。マグリットの担当した試験会場で試験を受けていた（クラス分けの際は「徒競走」だった）。一人称は「ワシ」。
他人をバカにしたり能力テストで頑張った5人にダメ出しするなどどちらかと言えば嫌な奴。しかし根は優しい一面もある。
最初のGのテストではイソップの魔法に気づけず、頭にボールを当てられ失格。
ロッシーニ〔ジョアキーノ・ロッシーニ〕
小麦色の肌が特徴で、インドの僧侶を思い出させるような風貌を持った少年。無表情に見えて案外そうでもなく、フットワークは抜群。クラスの中だと台詞は多い。モリエールとはよく行動を共にしている。
最初のGのテストではイモコを相手に、ツナヨシと同時に倒されて失格になった。
アガサ〔アガサ・クリスティ〕
両サイドのパーマがかかったシニヨン、左に生やした小さい前歯がトレードマーク。小柄な女子だが性格は生意気。柔らかい体を持ち、俊敏性がある。チャイナ服を着ている。
最初のGのテストではアシモフに裏の裏をかかれ、ボールを当てられて失格。
レンブラント〔レンブラント・ファン・レイン〕
大柄な体型で顔全体が岩でできている。プリンが大好物。プリン1つで癇癪を起こすほど短気だが、倒れたベルを抱きかかえるなど優しい一面もある。
最初のGのテストではプリンを間違って食べてしまったガリレオへの怒りで我を忘れ、周りが見えていなかったことでシャガールから容易くヒットされて失格になった。
アリストテレス〔アリストテレス〕
グルグルメガネに、様々な武器が飛び出すよう仕掛けられた帽子を被った少年。本が大好きでいつどこでも本を手放さず、戦いの時も本を広げている。マグリットが担当した試験会場で試験を受けていた。なお、新生徒コンテストで読者が考えたキャラクター。
最初のGのテストではリキュウから当てられそうになるも、逆に倒して8人目の合格者となった。
ポー〔エドガー・アラン・ポー〕
2足歩行のイルカのようなピンク色をした謎の生き物。「ポー」「きゅー」としか喋らない。
最初のGのテストでは隙を突いてムサシにボールを当て、3人目の合格者となった。
ユング〔カール・グスタフ・ユング〕
水色の肌に白目。そのガタイの良さからパワー抜群。無口で無表情だが冷静。
最初のGのテストではオキタに一撃で当て、6人目の合格者となった。
ミレー〔ジャン＝フランソワ・ミレー〕
牛の着ぐるみにサングラスという怪しい風貌の小太りな男。語尾に「モー」と付ける癖がある。
最初のGのテストではゲーテに隙を突かれ、ボールを当てられ失格。
グリム〔グリム兄弟〕
アフロで両目を隠している小柄な少年で、頭の上に目つきの悪い鳥らしき物が乗っている。のんびりしていて非常にトロく鈍臭い。
最初のGのテストではオキタやベルから狙われ、ベルにボールを当てられ失格。
リキュウ〔千利休〕
つなぎがトレードマークの小柄な少年で、どちらかと言えば頭脳派を装っている。しかし戦いでは相手に出し抜かれる事が多いなど詰めが甘い所がある。
最初のGのテストではアリストテレスを狙うも、返り討ちに遭って失格。

#### 1組
4つのクラスで最高レベルで、生徒に対する待遇は一番良い。優秀・完璧と呼ばれている生徒が数多く揃っている。嫌味な生徒が多いものの生徒同士の仲間意識は強い。
ゴーギャン〔ポール・ゴーギャン〕
入学者の中ではずば抜けた能力を持った実力者で、神＝ゴッホの実の息子。ガリレオにライバル視されているが全く歯が立たない。金髪碧眼で右の目を髪で隠している、クールな性格。敵にトドメを刺す時は「汝に幸あれ!」という決め台詞を用いる。
「G」の能力を入学試験の時点で操れ、Gの力で攻撃力を増幅させる高度な技「神の手（ゴッドハンド）」を使う。また、Gの力の翼から沢山の羽のようなものを連射する「鳳凰ブレード（ほうおうブレード）」といった技もある。
なお、鳳凰ブレードは自分にスイッチを入れてパワーアップした時でないと使えない（その際は神と同じ角が生える）。通常はGを使った後も体力の温存はできるようになっているが、「鳳凰ブレード」は大いに体力を使い果たしてしまう様子。
クラス分けの「早い者勝ち旗取りゲーム」でガリレオと戦い、敗北するも執念で1組となった。
クラス対抗能力テスト・1組代表に選ばれた1人。
1回戦の序盤でベルと対戦し、戦法を完全に読んで勝利を収める。
神にはなりたい者がなるのではなく、なるべき者がなるという持論を持っており、最初は自分が神になると思っていたが、ガリレオの悪魔にも純粋な心に触れたことでガリレオこそが神に相応しいと認め、彼にすべてを託した。
イッサ〔小林一茶〕
額にオレンジの煙のマークを付け、黄色いスカーフを巻いた少年。いつもオドオドしていて弱そうな印象だがどこか侮れない雰囲気を持っている。
小さい頃からいじめグループによる酷いいじめを受け、心の支えであった捨て犬に手を出された怒りから暴力を受ければ受けるほど凶暴な性格に豹変し、力も一変する多重人格に目覚めた。その力でいじめグループを一蹴するも豹変した自分を恐れた捨て犬から逃げられてしまう。世界から悪や暴力を消し去るため、いじめグループのリーダー格から奪った生徒手帳で神様学校へ入学した。
本気になれば1組で一番強いと言われている。指の筋力は強く、スピード抜群。ただし一定のダメージを受けなければ強くならず、戦う前はかなり弱い。
毎日のように酷いいじめを受けてきたという生い立ちから、暴力を憎んでいる。争いをあまり好まない性格で、相手のことを思って降参を薦めている。
Gの能力は身体を煙に変える「タナビク煙」で、攻撃を受け流したり巨大な残像を作ったり腕を煙に変えて腕を伸ばしたりと非常に融通が利く。ただし、その煙となった身体を袋などに密封されると身動きもできなくなるという欠点を持つ。
応用技は、両腕を伸ばして2方向からの攻撃を与える「ツキサス煙」、空中から高速回転しながら一気に地上の相手へ向けて落下し大ダメージを与える「ジ・煙怒」、その強化版「ジ・煙怒メテオ」など。
クラス対抗能力テスト・1組代表に選ばれた1人。
1回戦の5番手でガリレオと対戦。戦いには負けたもののリンゴを偶然食べられたため勝利となった。この戦い以降、2人の間には友情が芽生えた。
クラス対抗能力テストが終わった日に神様学校へ侵入してきたダヴィンチに襲われ、重傷を負う。
悪魔軍討伐遠征の途中で1組の生徒と入れ替わって着いてきたガリレオが、ダリと闘っているのを見た際には加勢しようとするも神から止められた。
ショパン〔フレデリック・ショパン〕
口の荒い嫌味な性格。何かにつけて4組の事を見下し馬鹿にしている。一方ではガリレオとオキタに騙されて遠征に行けなくなってしまった一部のクラスメイトに対して「かわいそう」と同情するなど仲間想いな一面も見せていた。半裸でモヒカン、赤いサングラスが特徴。「ケケケ」と嫌らしい笑い方をしている。
攻撃・スピードはクラスの中で最も優秀。Gの能力は全身をトゲだらけの身体に変身させる「棘ドラゴン（ニードルドラゴン）」。応用技として、身体を丸めて高速回転しながら体当たりする「棘ドラゴンクラッシュ」、意思を持ったドラゴンのように尻尾を回転させる「棘ドラゴントルネード」がある。
クラス対抗能力テスト・1組代表に選ばれた1人。
1回戦の4番手でツナヨシと対戦。途中まで戦いを有利に進めていたが、パンチと見せかけたにぎりっぺをまともに喰らって意識を失い敗北。
神の認定式では最後までガリレオが神になることを心配した。
ワシントン〔ジョージ・ワシントン〕
紫色の肌が特徴。常にどっしりとした姿勢で構えており、かなりの力持ちで巨漢。あまり言葉を話さず紳士のような喋り方だが、戦い方は結構乱暴。プライドが高く、癇癪を起こしやすい。
Gの能力は背中に超巨大ミサイルを装備・発射させる「人間大砲（ミサイルマン）」で、連射攻撃も可能。この能力を利用して空を飛べる。
クラス対抗能力テスト・1組代表に選ばれた1人。
1回戦の2番手でシャガールと対戦し、満身創痍にまで追い詰めるも最終的には彼女が最後の力を振り絞って発動させたピサロの壁の崩壊を食らい、敗北。
キュリー〔マリ・キュリー〕
1組における女性策士。スラッとした体形で度の強そうな眼鏡を着用しており、髪型はストレートのベリーロングヘア。クールかつ冷静沈着だが、かなり残酷。神の認定式ではショパン同様、ガリレオが神になることを心配した。
Gの能力はタクトで触れた物を金属やゼリー状など違う性質のものに変質させる「絶対のタクト」。応用技として空中から雨水を変質させた槍を大量に降らせる「雨のレクイエム」がある。
クラス対抗能力テストで勝利の決め手であるリンゴを食べて「まっずいリンゴね!」と投げ捨てていたことから、リンゴはあまり好物ではないらしい。
パブロフ〔イワン・パブロフ〕
アシモフの幼馴染で因縁の相手。ガイアモンド採掘会社社長・チェーホフの息子でそれを鼻にかけ、父の権力を当てにしている嫌みな男。父譲りの自己中心的で卑劣な性分。
クラス分けの「大岩宝探し」で偶然アシモフと当たり、アシモフに1組のカードを譲らなければ父の権力で故郷の兄弟に危害を加えると脅迫した。しかし憤怒したアシモフに背筋も凍る仕打ちを受ける。アシモフからは1組のカードを譲られたものの「殴る価値もない!」と言い放たれた挙げ句、「もし故郷の兄弟に手を出したら絶対に許さない」と一喝された。
実力でクラスに所属した訳ではないためクラスの中では授業に1人付いていけずにいる。しかしクラスメイトとはそれなりに上手くやっている様子。
ドイル〔アーサー・コナン・ドイル〕
水色の髪、ピンク色の瞳、釣り目、右の目を髪で隠していてオレンジ色の帽子を被っている。4組を馬鹿にしている嫌味な性格。入学試験ではワシントンと一緒だった。
能力テストに優勝して悪魔との戦いに向けた遠征に出向く予定だったが、オキタとガリレオに騙されてハイデガー、ソクラテス、ハーン、ロダン、ソーセキ、リハクらと共に体育倉庫へ閉じ込められ、遠征に赴く権利を4組の一部の生徒から奪われてしまった。
カフカ〔フランツ・カフカ〕
行動が野性的で考えが読めない。
クラス分けの競技は「瓦割り」。イプセンの「頭を使う戦法」の意味を勘違いして頭突きで18枚瓦を割った。
第1回人気投票では、本編でほんの少ししか登場していなかったが第9位となった。
ハイデガー〔マルティン・ハイデッガー〕
赤い髪に水色の肌、黄緑色の服を着ている。ガタイが良く見た目はパワーファイターのようだが、魔法も使える。
ゴーギャンにガリレオの話題で話しかけていた。
悪魔との戦いに向けた遠征に出向く予定でありドイルと共に張り切っていたが、オキタらに騙されて遠征に行けなくなってしまった。
カント〔イマヌエル・カント〕
青紫の体色に猫背の姿勢、黄色い服とトゲの付いた腕輪を着用している。小柄だが筋肉質な体格。
ゴーギャンがガリレオを気にしているという話を聞いて、ガリレオに興味を持ちかけた。
悪魔（ダヴィンチ）襲来の際にショパン・ワシントン・パブロフと共にボコボコにされた。
ブルックナー〔アントン・ブルックナー〕
赤いふちの眼鏡を掛けた利発な少年。
ヘンデル〔ゲオルク・フリードリヒ・ヘンデル〕
変な顔の男。
リハク〔李白〕
入学1日目から、トレーニングに取り組む姿をツナヨシに発見された。
ロダン〔オーギュスト・ロダン〕
悪魔郡制圧の遠征に出発しようとした時、大柄な体型を呈してゴーギャン・ショパンらと共に悪魔の力が暴走し神に襲いかかろうとしたガリレオを抑えつけた。
イサミ〔近藤勇〕
カミュ〔アルベール・カミュ〕
サリンジャー〔J・D・サリンジャー〕
ソーセキ〔夏目漱石〕
ソクラテス〔ソクラテス〕
ハーン〔ラフカディオ・ハーン〕

#### 2組
1組を目指す優秀なクラス。怪しげで癖のある生徒が数多く揃っており、周囲からは技巧派チームと呼ばれている。
リンカーン〔エイブラハム・リンカーン〕
ガタイが良く、威圧感十分な迫力を見せる大男。サングラスが特徴。その風貌に相応しい物凄い腕力を持っている。クラス対抗能力テスト・代表に選ばれており、そのメンバーの中では大将的存在感がある。なお、マグリットが担当した入学試験会場での試験を受けており、一次試験ではツナヨシにリンゴと現金を交換するように頼まれるが、「神になればそんな金がなくても千年の命だって何だって手に入る」と一蹴した。なお、その頃と比べると少々体型が変わっている。
Gの能力は腕などの体の一部分を巨大化させて、攻撃を仕掛ける「メガギガ」。
クラス対抗能力テストでは3組のシーボルトと当たるが、対戦中にツナヨシの「女神の吐息」が流れて来て、あまりの臭さに一度シーボルトもろとも倒れた。
ハンゾウ〔服部半蔵〕
忍者で、常に怪しげな雰囲気を漂わせている。忍術に因んだ技を使う。髪型はイガグリ頭。頭には赤茶色のトゲを沢山生やしてある。一人称は「せっしゃ」。
Gの能力は自分の分身を沢山作り、相手を惑わす「分身の術（クローンコピー）」。爆発等の力で更に細かい分身を生み出す事が出来る。
エジソン〔トーマス・エジソン〕
赤と緑のしましま模様のトレーナーが特徴。円らな瞳、ピンク色の鼻、ピンク色の髪の毛を持っている。常に関節が外れているような体型で、いつもクニャクニャと体を動かせながら奇妙な踊りを踊っている。ヤンチャな性格。
Gの能力は体全身がばねになって、攻撃を仕掛ける「バネ式」。ジャンプ攻撃による打撃技が得意。
クラス対抗能力テストでは3組のサンドウィッチと対峙。Gの能力で一時は優勢に立つも、サンドウィッチのG技、「石油危機(オイルショック)」の影響でばねの効きが良くなりすぎたために高く飛びすぎてしまい、その隙にリンゴを食べられて敗北した。
セザンヌ〔ポール・セザンヌ〕
髪の毛はベーブブルー、ストレートのロング。右目は前髪に隠れ、常に薄ら笑いを浮かべている。気味の悪い表情を見せる事の多い謎の女。いつも猫背の姿勢で歩いている。
Gの能力は一定時間相手の動きを止める「乙女の束縛」。また自分の髪を自在に操るという技を持っている。
ポーロ〔マルコ・ポーロ〕
常に目を閉じているような細い目、小さい鼻が特徴の小柄な少年。全身青い服を着ている。また帽子には一つ目のようなものが描かれており、Gを発動する際はその目が大きくなる。
Gの能力はあっと言う間に落とし穴を作る事が出来る「大地のいたずら」。
イプセン〔ヘンリック・イプセン〕
冷静沈着。「神になるには頭を使うことも必要」だとツナヨシと同じ考えを持っている。しかし、ツナヨシと違って実際に優秀。何でも徹底的に分析を行う。クラス分けの競技は「瓦割り」で、前述の徹底的な分析で少しの力でより多くの瓦を割るポイントを見つけ出し、15枚瓦を割った。
マゼラン〔フェルディナンド・マゼラン〕
二足歩行で歩くトカゲのような気味の悪い生き物。勝つためならどんな汚い手も平気で使う卑怯者。
タカウジ〔足利尊氏〕
モジャモジャ頭が特徴の少年。鼻付近に黒子がある。クラス分けの際に、ガリレオとの闘いでボロボロになったゴーギャンの圧で動けなくなったマゼラン達に野次を入れていた。自身の競技は「大岩宝探し」で、2組のカードを1番最初に見つけて2組を獲得した。
フランクリン〔ベンジャミン・フランクリン〕
黄土色のコートと帽子を被った小柄な少年。クラス分けでは筆記テストを受けており、どちらかといえば頭脳派である。
アルキメデス〔アルキメデス〕
クラス分けの競技でゲーテと当たり、「りんご大食い勝負」で2組を獲得した。
シェイクスピア〔ウィリアム・シェイクスピア〕
クラス分けの競技でワシントンと当たり、「鉄棒ぶら下がり」で2組を獲得した。
ファーブル〔ジャン・アンリ・ファーブル〕
クラス分けの競技では終盤でイソップと当たり、「走り幅跳び」で2組を獲得した。
ムンク〔エドヴァルド・ムンク〕
クラス分けの競技でサルトルと当たり、「徒競走」で2組を獲得した。
モーパッサン〔ギ・ド・モーパッサン〕
イプセンと共に廊下に立たされているガリレオとツナヨシを笑っていた。
カラヤン〔ヘルベルト・フォン・カラヤン〕

バッハ〔ヨハン・ゼバスティアン・バッハ〕

マサムネ〔伊達政宗〕

ライト〔ライト兄弟〕

ラファエロ〔ラファエロ・サンティ〕

ルノワール〔ピエール＝オーギュスト・ルノワール〕

#### 3組
4組よりはマシだが、あまり良い待遇は受けていない。不思議系の生徒が数多く揃っている。ツナヨシ曰く、「不思議キャラでアホそうな3組」。しかし侮れない一面がある。
ミロ〔ジョアン・ミロ〕
ピンク色のロングヘアを二つに結んだツインテールが特徴。3組に置けるアイドル的存在。またリーダーである。
愛想が良く、いつどこでも可愛こぶっている相当なぶりっ子。敵味方問わず、ハートマークを振り撒いている。しかし身内には厳しい性格。またさり気なく下のクラスを馬鹿にしていたり等、強かな一面を持っている。
Gの能力はハートマークの描かれた大きなサイコロを振り、そのサイコロの出た目によって仕掛ける攻撃が変わってくるという「ラブリーダイス♥」。
クラス対抗能力テストでは2組に負けてしまったことに激怒し、G技で他の4人に八つ当たりした。
ブッセ〔カール・ブッセ〕
ピンク色の髪の毛で左の目を隠している。紫色のコートを羽織っている。一人称は「我が輩」。実力はあるものの肉体精神共に幼く、爪が甘くどこか抜けている。1本のパイプを武器に使っている（煙草を吸うのでは無く、シャボン玉を出すストローの代わりに使っている）。
Gの能力は、触れると爆発を起こすシャボン玉を自由自在に操れる「ラ・シャボーン」。高速で動かしたり、沢山のシャボン玉を一気に吹き散らす等、かなり応用は利く。
クラス対抗能力テストでは2組・ハンゾウと対戦しており、まともな勝負では敵わないと判断してG技を発動させる。爆発の衝撃で大量に分身したハンゾウをシャボン玉の中に閉じ込めて消滅させるが、残った分身の1人がリンゴを食べたために敗北した。
サンドウィッチ〔サンドウィッチ伯爵〕
赤のパンツ、水色の蝶ネクタイ、紙袋を被り、顔を隠している。変な格好をした大男。とても筋肉質な体型。覆面の鼻の部分に「金」という漢字が描かれている。一人称は「オラ」。田舎臭い喋り方が特徴。
Gの能力は、敵を油まみれにするというビームを両手から発射させる「石油危機（オイルショック）」。
クラス対抗能力テストではG技でエジソンに勝利するが、最終的に2組に負けてしまったことに激怒したミロに八つ当たりされてしまった。
シートン〔アーネスト・トンプソン・シートン〕
猫男。赤い前髪に黄色く充血仕切った目、小さいキバを生やしている等、野性的な風貌をしている。
Gの能力は、100種類以上の動物に変身出来る「動物変化（アニマルチェンジ）」。
シーボルト〔フィリップ・フランツ・フォン・シーボルト〕
まるで少年漫画の主人公のような髪型と風貌を持ち合わせた少年。赤い髪の毛に手袋をはめ、水色のスカーフを巻いている。ミロのぶりっ子っぷりに呆れていた。
Gの能力は、手から七色のビームを発射させて攻撃を仕掛ける「超速ビーム」。
カマタリ〔藤原鎌足〕
丁髷がトレードマークの侍風の男。水色の肌を持ち、白目。マグリットが担当した試験会場で試験を受けており、一次試験ではガリレオに一度リンゴを奪われるも、詳しい描写は描かれなかったが合格した。寡黙なファイターと呼ばれ、時々片言の言葉を使う癖がある。風圧を起こすほどのスクリューパンチを使う等、バトルテクに関してはなかなかのモノを持っている。
フロイト〔ジークムント・フロイト〕
水色の髪におかっぱ頭の小柄な少年。
コロンブス〔クリストファー・コロンブス〕
「だス」が口癖。髪の色から全身にかけて黄緑色の服を着ている。能天気でとても元気の良い性格。足技が得意。
セルバンテス〔ミゲル・デ・セルバンテス〕
獣のような体つきで尻尾の生えた野性的な男。
ヒロシゲ〔歌川広重〕
ジャージ服に木刀を持っている。強面な顔が特徴の大柄な男。
ルーベンス〔ピーテル・パウル・ルーベンス〕
おかっぱ頭に度の強い眼鏡をかけている優等生面が特徴の少年。その見た目通り、嫌味な性格である。
デカルト〔ルネ・デカルト〕
クラス分けの競技でゲーテと当たり、「りんご大食い勝負」で3組を獲得した。
デュマ〔アレクサンドル・デュマ〕
クラス分けの競技では終盤でイソップと当たり、「走り幅跳び」で3組を獲得した。
リスト〔フランツ・リスト〕
クラス分けの競技でサルトルと当たり、「徒競走」で3組を獲得した。
ウェールズ〔ハーバート・ジョージ・ウェルズ〕

サネアツ〔武者小路実篤〕

ダンテ〔ダンテ・アリギエーリ〕

ニーチェ〔フリードリヒ・ニーチェ〕

マキャベリ〔ニッコロ・マキャヴェッリ〕

ワット〔ジェームズ・ワット〕

### ガウディ神様学校関係者
神さま=ゴッホ〔フィンセント・ファン・ゴッホ〕
人類にとっての救世主。自分以外で全ての者の幸せを守る事をモットーに戦っている人物である。自身の寿命が近づいている事で後継者を探している。
現在は病気を患っているせいで多少弱っているが、基本的な強さは衰えていない。
昔、ガリレオの住んでいた村に悪魔が来た際に、悪魔を倒しガリレオを救った事がある。
前述の人柄故、自身を殺そうとしたダヴィンチに対してまだ未来があるという理由で悪魔界に帰るように諭した。
千年前は落ちこぼれだったらしく、4組に在籍していた。デーモンズゲートを修復している最中、ドガに背後から狙撃されて倒れてしまう。最後はドラクロアの戦いに勝利したガリレオを助け、ガリレオにすべてを託して消えた。
ピカソ〔パブロ・ピカソ〕
神様に仕えている謎の生き物。体は小さいがかなり強い。空を飛ぶ事ができる。
ガリレオは自身に生えている角と1億ガウディの「スペシャルマップ」を賭けて、この生き物と対決をした事があり、最後は力尽きて溶岩に落ちそうになるが、ガリレオに助けられた。神様が乗る為のペガサスに変身する事が出来る。
シューベルト〔フランツ・シューベルト〕
4組のGの授業を担当している教師。とても教師と思えないその風貌や行動から生徒の信頼はないが、実力は確か。「S」と書かれた羽根突き帽子を被り、「愛」と描かれたシャツを着て、左の目に眼帯を付けている。性格は非常にいい加減。ゲームが大好き。
いつもガムを噛んでいる。使用するG技は体を自由自在に伸ばす「注意我無（チューイングガム）」。
年齢は3764歳。千年前は現在の神にGを教えていたことがある。
マグリット〔ルネ・マグリット〕
眼鏡をかけている男性。キリコの父親で、神様に仕えている者の一人。神様学校の試験官。4組の教科を担当している。失格者には容赦ないが、若干抜けている。神様学校のイベントで司会を担当している。
ガリレオと幼い頃に出会った経験がある事で入学試験の時点では、すでに知り合いだった。
衣装のイメージは「キノコ」らしい（作者談）。
キリコ〔ジョルジョ・デ・キリコ〕
マグリットの娘。ガリレオに助けられた少女。ガウディ神様学校のお手伝いをしている。予告の漫画に登場していた。
ベルヌ〔ジュール・ヴェルヌ〕
1組でGを教える教師。マグリットと似た風貌をしているが、仮面をつけている。
昔、小さい頃のガリレオと出会っている。ただしその事はどちらも覚えていない。
モネ〔クロード・モネ〕
キリコ同様ガウディ神様学校のお手伝いをやっている、ツインテールの女の子。
入学第二試験でガリレオの分にだけ、誤ってグラスに甘いジュースを注いでしまい、失格をさせてしまった。
神様学校の手伝いは何年もかけてようやく叶った憧れの仕事だったらしくガリレオを手違いで失格させてしまった時はマグリットに報告しようとするも学校をクビになるかもしれないと葛藤していたが、ガリレオが証拠となるジュースを全て飲んでしまったため、証拠がなくなってしまった。
謎の男
「ガウディ神様学校のぬけ道マップ」を高級車の買えるほどの高値である1000万ガウディで、ガリレオに売却をした男。
その正体は神様で敗者復活戦のため、変身をしていた。

### 悪魔学校関係者
神様側の関係者はG技を使うのに対して、悪魔側の関係者は「D技」を使っている。悪魔はデーモンズゲートを通って悪魔界から人間界に攻め込んでいるが、悪魔界から見たデーモンズゲートはヘブンズゲートと呼ばれている。
ドラクロア〔ウジェーヌ・ドラクロワ〕
悪魔界の頂点に立つ現悪魔王で、ケプラーとその妻（ガリレオの両親）を殺害したガリレオにとっての仇。残忍な性格で、仲間を平気で見殺しにし、また他の悪魔に王の座を受け渡さずにこれからの千年をまた悪魔王として支配しようとも考えている。また、D技は手の口の部分から強力なエネルギー砲を発射して攻撃をする「暗黒のメテオ（ダークネスメテオ）」と、手から放出する巨大なエネルギーの剣。五悪魔のデフォーの体を乗っ取り、偽のデフォーとして千年バトルに参加し、最終戦ではガリレオ達の前でデフォーの体を捨てて悪魔王という正体を露わにした。その後、ガリレオ達を追い詰めるが、ツナヨシが倒されたことによりDの力が発動（今度は完全にコントロールできていた）したガリレオの「GODパンチ」によって完全に消滅した。
ダヴィンチ〔レオナルド・ダ・ヴィンチ〕
後ろで括り上げた青い髪に黄緑色の肌を持つ悪魔学校の生徒。本人曰くエリートとされ、腕力やスピード共に神様学校のどの生徒より遥に上という程の相当な強さを持つが、その分思い上がる傾向があり、悪魔学校での生活を退屈に感じている。また、D技は手にエネルギーを集中させて周りにある物を切り裂く事が出来る「斬ジャック（キリサキジャック）」と、「神の手」とよく似ている技「悪魔の手（デビルハンド）」。病気を持っている事で体力的に弱っている神様を倒して一気に悪魔界のトップにのし上がることを目論んでおり、変身能力を用いることでオキタの妹であるヒミコに化けて神様学校の扉から侵入する。その後、オキタやイッサ、ショパンやワシントン、パブロフやカント、ゴーギャンといった面子を全員倒し、更にはパワーアップ（悪魔状態の）したガリレオの攻撃すら耐え凌いだが、神様には勝つ事は出来ずに彼の一撃によって吹き飛ばされた。消滅した描写はなく、その後の登場もない為最終的にどうなったかは不明。
ドガ〔エドガー・ドガ〕
縁の太い眼鏡をかけている悪魔。ガリレオたちような敵には厳しく、自らも強さを自負して悪魔王になる事を公言する程に自意識は高いが、一方では同じ悪魔に対する仲間意識はあるらしく、ドラクロアに体を乗っ取られたデフォーに倒されそうになる前には「俺たちは仲間だろ」と言っていた（その際にデフォーが本物ではない事を見抜き、倒れる前に「お前は一体何者なんだ?」と問いかけていた）。足に鋭い爪を持ち、ダリやドストエフスキーと同じ形状の尾、普段はしまっているが、背中に翼がある。また、D技はエネルギー状の剣を作り出して攻撃する「破滅ソード（カタストロフィソード）」と、そのエネルギーをビームにして放つ「破滅キャノン（カタストロフィキャノン）」。神さまがG技でデーモンズゲートを閉じようとする前に現れ、後ろから神さまを撃った。その後、千年バトルでは連携攻撃を仕掛けようとしたアシモフとベルをまとめて返り討ちにするが、直後に現れたデフォー（ドラクロア）から「悪魔に仲間なんていない」と突き放され、最後は彼のD技によって生命エネルギーを吸い尽くされて倒された。
ドストエフスキー〔フョードル・ドストエフスキー〕
ドガ等と共にデーモンズゲートに着いた神様等の前に現れた悪魔。巨体で、全身に鎧らしき物を纏い、小さい翼に鋭い爪、長めの尾を持つ。また、D技は口から破壊力抜群の音波砲を放つ「地獄ブレス（ヘルブレス）」と、ダメージを与えない代わりに受けた相手をしばらくの間動けなくさせる音波砲を口から放つ「暗黒ボイス（デスボイス）」。
千年バトルではガリレオとツナヨシを相手に戦い、Gーパンの連打を受けても余裕で立ち上がり、逆に暗黒ボイスでガリレオの動きを封じ、彼を足蹴りにした上で止めを刺そうとしたが、ツナヨシに阻まれる。その後、邪魔された怒りからツナヨシを叩きのめすが、最後はツナヨシが倒された怒りによって悪魔の力に目覚めたガリレオのDーパンを受けて消滅した。
アンデルセン〔ハンス・クリスチャン・アンデルセン〕
頭巾を被ってサングラスをかけている悪魔。D技は爪に帯びた強力な稲妻を相手に落とす「黒き閃光」。
千年バトルではオキタと戦ったが、オキタの「炎ボンバイエ」により頭巾とサングラスが外れ、正体がヒミコであることが判明。妹に攻撃のできないオキタを圧倒するが、オキタの差し出した四ツ葉のクローバーを見たことで洗脳が解け、オキタと再会を喜び合った。その後ダザイのD技で戦うことが出来なくなったオキタと共にデーモンズゲートの外へ退却した。
ダザイ〔太宰治〕
コアラのような姿をしている悪魔。眼鏡をかけており、頭に小さな角が2本ある。また、D技は光の矢を放つ「多魔矢（たまや）」。千年バトルでは元に戻ったヒミコ（アンデルセン）を始末しようとD技を放ち、彼女を庇ったオキタに重傷を負わせるが、その光景を目にして再び悪魔の力に目覚めたガリレオのDーパンを受けてドストエフスキーに続き消滅した。
デフォー〔ダニエル・デフォー〕
髑髏のマークの付いた尖り帽子を被ってマントを着た悪魔。見た目はわりと落ち着いているが、本性はかなり残忍で、自分を仲間と言ったドガを自らのD技によって戦闘不能にする等、同じ悪魔でも簡単に裏切る度胸を持つ（本人曰く「悪魔に仲間なんていない」とのことである）。また、D技は掌にある口で相手の生命エネルギーを吸い込む「魂喰い（ソウルイーター）」で、この口からはエネルギー弾を撃つことも出来る。
実は千年バトルの前に新しい体を手に入れる事を目論んでいたドラクロアによって体を乗っ取られ、この体を利用されたまま参戦することになる。その後、仲間を庇ったゴーギャンを罵ってガリレオの怒りを買い、彼の攻撃を受けるが、その時にドラクロアによって体を捨てられたことで消滅した。
ダリ〔サルバドール・ダリ〕
遠征に出向く1組及び神様の乗った車を襲おうとした悪魔。「ブヒャ」が口癖で、またパワーはとても強い上にドラクロアと同じ形状の翼があり、空を飛べる。また、D技は大きく開いた口でブラックホールのようにあらゆる物を吸い込んで消し去ってしまう「暗黒バキューム（ブラックホールバキューム）」で、口より大きな物は砕く等して小さくしないと吸い込めない。神様達を守ろうとしたガリレオと戦い、「Gーパン」を至近距離から喰らっても立ち上がり、逆にD技でかなりの所まで追い詰めるが、最後はガリレオの機転によって自分自身を「暗黒バキューム」で吸い込んで消滅した。

### 入学試験の不合格者・退学者
ハイドン〔フランツ・ヨーゼフ・ハイドン〕
赤っ鼻男。自称、「次の神になるに相応しい男」。部下を2人引き連れている。典型的なやられ役。
生徒手帳を奪うためにキリコを襲ったが、ガリレオに倒されてしまう。その後も偽の生徒手帳を持って出て来たが門前払いをされ、試験すら受けられなかった。
パスカル〔ブレーズ・パスカル〕
入学試験の合格者。乱暴者。クラス分けで体育館に向かう際に1番乗りになろうとして他者を蹴散らし、ゴーギャンを倒そうとしたが返り討ちに遭って倒される。最終的には、体育館に向かう最後の一人になって退学になった。
ウンケイ〔運慶〕
入学試験の合格者。かなりの大男。しかしクラス分けの「瓦割り」では、通常の数十倍の強度がある瓦の前で持ち前の力も意味がなく、1枚しか割れずに退学となった。
名前不明
入学試験の合格者。髪型はモヒカン。タレ目が特徴。マグリットの入学試験を受けて神様学校に入学。しかしクラス分けの「早い者勝ち旗取りゲーム」でガリレオ・ゴーギャンの戦いに巻き込まれてしまい、マゼランの唾による妨害から5位となってしまって、退学する羽目になった。本名不明。
クリムト〔グスタフ・クリムト〕
第一試験の通過者。第二試験では苦いジュースを飲み、「甘い」と嘘をつき失格になった。眼鏡をかけている。性格は潔く、失格になっても他の挑戦者と違い、サバサバしていた。また失格になったガリレオのことを気遣う、優しい一面があった。
シューマン〔ロベルト・シューマン〕
第一試験の通過者。自称、くじ運が良い。第二試験では最初に受験したが、ルールを知らなかったために、あえなく失格。しかし、失格したのはマグリットの説明不足のせいである。
ゾラ〔エミール・ゾラ〕
第一試験の不合格者。子供という立場を利用して、ゴーギャンのリンゴを奪うも、その後ゴーギャンにボロボロにされた。非常にずる賢い性格で、コソ泥を匂わせるような風貌を持っている。虫が苦手らしく、第一試験の際に虫食いのリンゴを当ててしまい泣き叫んでいたが、前述の性格のため、それが本当なのかは不明。退学の際に「ガウディ神様学校の抜け道マップ」を1000万ガウディで売っていた男を神の変身であると知らずに「このインチキジジイ」と悪態を吐いていた。
ルター〔マルティン・ルター〕
第一試験の不合格者。おかっぱ頭で自称、「次の神になるために生まれてきた男」。ツナヨシを落とし穴にはめて足蹴にしたが、ツナヨシを救いに来たガリレオに倒される。何かと説教臭い所がある。ガリレオが裏拳を得意としていることを知っており、彼の裏拳を一度は躱すなど、それなりに身体能力はあると思われる。
ガマ〔ヴァスコ・ダ・ガマ 〕
第一試験の不合格者。2個のリンゴをマグリットに渡そうとしたところをガリレオとツナヨシに蹴散らされる。パワーだけが自慢の乱暴者。なお、倒される前にガリレオから勝負を断っている。
ワーグナー〔リヒャルト・ワーグナー〕
第一試験の不合格者。ガリレオからリンゴを奪おうとするが、食べてしまったことを聞いて追い払おうとしてガリレオに倒された。兄貴肌な性格だが弱い。

### その他（神様学校生徒の親族・関係者）
ケプラー〔ヨハネス・ケプラー〕
ガリレオの父。村を守るために、母と共に悪魔に殺される。かつてはガウディ神様学校で神様を目指していた。
ガリレオの母
本名不明。父と同じく悪魔に殺された。
村の長
本名不明。ガリレオの村の村長。神さまによって命を助けられ、その後両親を失ったガリレオの親代わりになって、ガリレオの成長をずっと見守っていた。
ヒミコ〔卑弥呼〕
オキタの妹。幼少時代、悪魔軍に誘拐をされて洗脳を施され、五悪魔・アンデルセンとしてオキタの前に現れた。しかし最終的に洗脳は解け、神の認定式ではオキタと共にガリレオが神になる瞬間を見守っていた。
トルストイ〔レフ・トルストイ〕
アシモフの父。ガイアモンドと呼ばれる鉱石の採掘の責任者。ガイアモンド第3鉱山を管理している。鉱山に閉じ込められた仲間を身を挺して助けたが、崩れていく鉱山に妻と共に巻き込まれて死亡した。
アシモフの母
本名不明。父と共に鉱山に閉じ込められた仲間を救った後に、崩れていく鉱山に巻き込まれて死亡した。
チェーホフ〔アントン・チェーホフ〕
パブロフの父。ガイアモンド鉱山会社の社長。卑劣且つ冷徹な性格で、「掘れば掘るほど莫大な金になる」とガイアモンドで自分が儲けることしか頭に無い。
ガイアモンド鉱山に閉じ込められた作業員を「儲からない山は必要ない」と言った理由で救助の応援を呼ばなかったため、事実上アシモフの両親を見殺しにし、挙げ句の果てにはアシモフにも「私に逆らえば兄弟らを始末する」といった脅しをかけた。
本作における悪役の立場だが、回想のみの登場ゆえに制裁等を受ける描写はなかった。
バスキア〔ジャン＝ミシェル・バスキア〕
ベルの兄。領主の息子だが、国民より国の発展を最優先に考えている傾向がある。あくまでも現実主義者であり、弟のベルとは考えが合わず、衝突が多い。
ピサロ王国にアミューズメントパークを作るため、町を取り壊していた際、家に住民が残っていた事に気が付かず、シャガールの母親を瓦礫の下敷きにしてしまい、殺してしまった。
チェーホフ同様、本作における悪役の立場だが、回想のみの登場ゆえに制裁等を受ける描写はなかった。
イエヤス〔徳川家康〕
ツナヨシの父。世界超大企業・イエヤスカンパニー社長。
ツナヨシの事を溺愛している反面、「会社を継がせるのは無理」と見限っており、甘やかし過ぎたことに責任を感じている。
妻がいる描写は無く、本作でも触れられていないので、現在いるかどうかは不明。
ヨシムネ〔徳川吉宗〕
ツナヨシの弟。
兄よりもしっかり者で、父親から期待をされている。また、父に「会社を継ぐのが兄じゃなくて本当にいいのか？」と尋ねるなど、兄に対する気遣いも出来る一面もある。
モトナリ〔毛利元就〕
ユキムラ〔真田幸村〕
ツナヨシの友人。
内心ツナヨシのことを見下しているが、格差社会の影響によりツナヨシには頭が上がらないため逆らえずにおり、仕方なく仲の良い友人を演じている。
いじめグループ
メンバー個人の本名は不明。神様学校に入学する以前のイッサに対し、毎日のように酷いいじめを行っていた不良三人組。
しかし多重人格に目覚めたイッサに恐怖し、今までの報いと言わんばかりの報復として激しい暴力を受け、完膚なきまでに叩きのめされた。グループのリーダー格は苦労の末に手に入れた神様学校の生徒手帳をイッサに奪われてしまった。
上記のチェーホフやバスキアとは異なり、作中で制裁を受けた数少ない悪役。

## 単行本
発売日の次は裏表紙掲載のキャラクタープロフィールに掲載されたキャラクター。
1. ISBN 978-4-09-140325-4 2007年4月27日発売 ※初回本限定特典としてガウディ神様学校公式校章バッジつき（価格:税込410円） ガリレオ
2. ISBN 978-4-09-140387-2 2007年9月27日発売 ツナヨシ
3. ISBN 978-4-09-140437-4 2008年1月25日発売 ゴーギャン
4. ISBN 978-4-09-140547-0 2008年6月27日発売 ゲーテ
5. ISBN 978-4-09-140706-1 2008年10月28日発売 ベル
6. ISBN 978-4-09-140748-1 2009年1月28日発売 シャガール
7. ISBN 978-4-09-140823-5 2009年6月26日発売 イッサ
8. ISBN 978-4-09-140889-1 2009年12月26日発売 オキタ
9. ISBN 978-4-09-141055-9 2010年5月28日発売 神さま（ゴッホ）
10. ISBN 978-4-09-141090-0 2010年8月28日発売 ガリレオ×ツナヨシ